# Gare de Corbigny
La gare de Corbigny est une gare ferroviaire française de la ligne de Clamecy à Gilly-sur-Loire, située à Corbigny dans le département de la Nièvre en région Bourgogne-Franche-Comté. 
Mise en service en 1878 par la Compagnie des chemins de fer de Paris à Lyon et à la Méditerranée (PLM) Corbigny est une gare de la Société nationale des chemins de fer français (SNCF), elle est desservie par des trains express régionaux de Bourgogne (TER Bourgogne-Franche-Comté).

## Situation ferroviaire
Établie à 215 m d'altitude, la gare de Corbigny est située au point kilométrique (PK) 258,868 de la ligne de Clamecy à Gilly-sur-Loire, entre les gares ouvertes de Flez-Cuzy - Tannay et de Cercy-la-Tour.

C'est une gare de croisement pour cette ligne à voie unique.

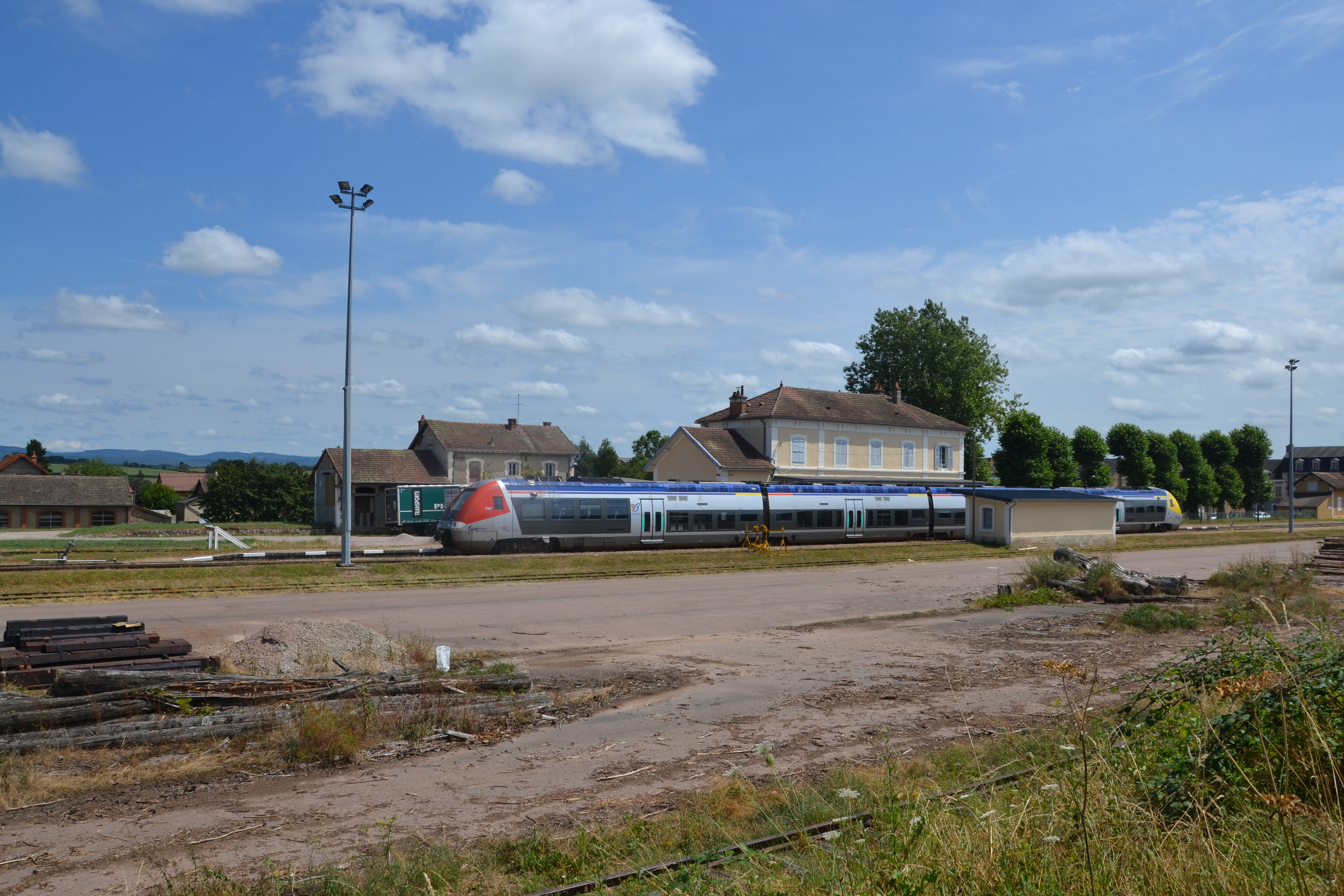
Ensemble des voies
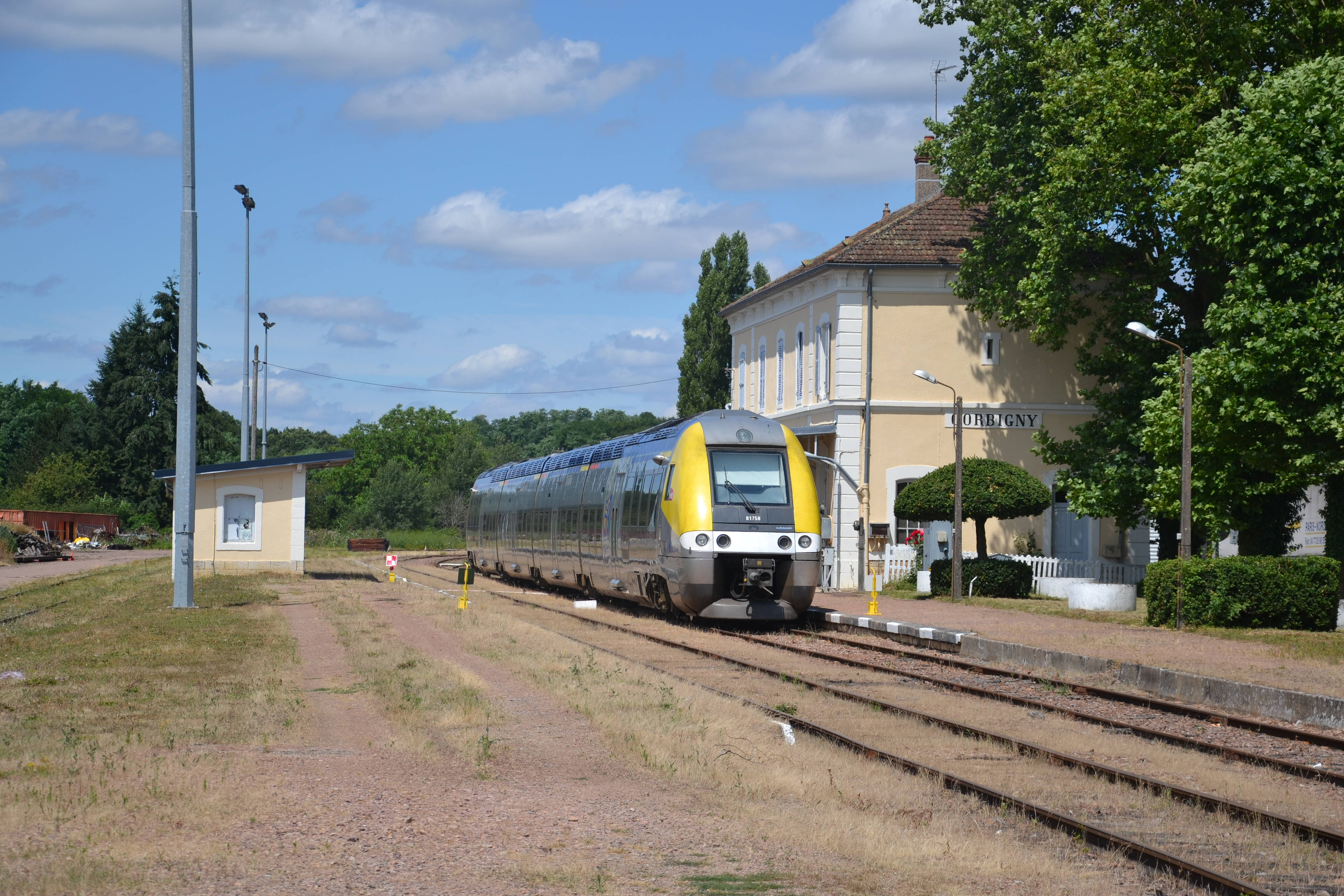
Arrière gare et les deux quais voyageurs

## Histoire
La gare de Corbigny est mise en service le 24 juin 1878 par la Compagnie des chemins de fer de Paris à Lyon et à la Méditerranée (PLM) lorsqu'elle ouvre la section de Clamecy à Cercy-la-Tour de sa ligne de Clamecy à Gilly-sur-Loire.

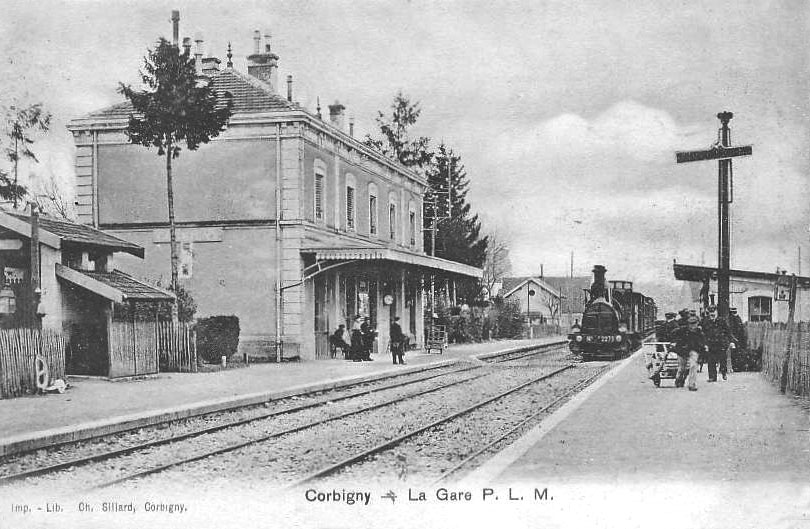
La gare PLM vers 1900

Elle figure dans la nomenclature 1911 des gares, stations et haltes, de la Compagnie des chemins de fer de Paris à Lyon et à la Méditerranée, c'est une gare nommée Corbigny. Elle porte le no 8 de la section de Clamecy à Cercy-La-Tour. C'est une gare : qui peut seulement expédier des dépêches privées ; qui est ouverte au service complet de la grande vitesse (GV) et de la petite vitesse (PV).

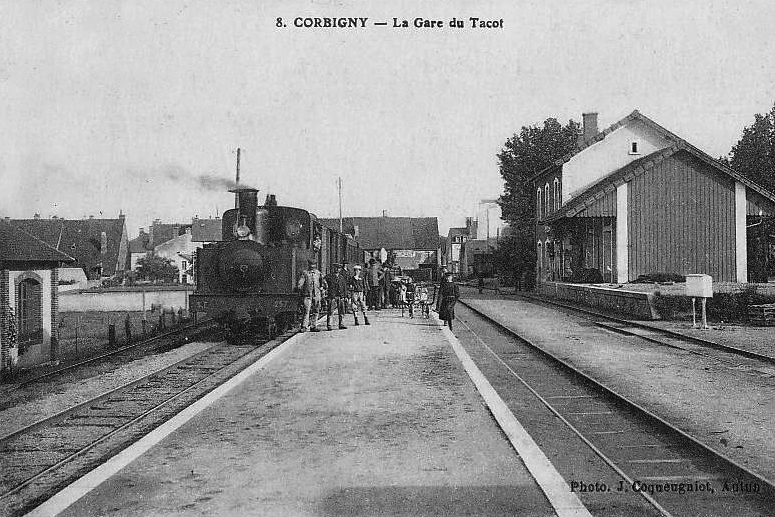
Gare du Tacot vers 1910

Le 4 août 1901, la Compagnie des chemins de fer de la Nievre met en service une ligne d'intérêt local à voie métrique de Corbigny à Alligny-en-Morvan. Situé en face du bâtiment PLM, une gare spécifique est édifiée pour desservir ce train surnommé « Tacot du Morvan ». L'exploitation de la ligne est reprise par la Société générale des chemins de fer économiques (SE) en 1902. la mise en service de la section de Chitry-les-Mines à Corbigny ouvre des relations avec Nevers, en 1903.
La gare du « Tacot » est fermée au service avec sa ligne le 15 mars 1939. 
Cette même année 1939, la SNCF afferme l'exploitation de sa ligne de Clamecy à Cercy, avec la gare de Corbigny, à la Société Générale des Chemins de Fer Economiques (SE). 
Au début des années 1950, la gare devient le terminus de l'un des express qui circulaient entre Paris et Cercy, peu avant la fermeture, par la SNCF, du service des voyageurs sur les sections de Tamnay à Cercy, le 5 octobre 1952, et de Corbigny à Tamnay le 3 octobre 1953. Corbigny est maintenant le terminus des autorails et des express de Paris. Dans les années 1960, on peut compter « plusieurs centaines de voyageurs par train les lendemains de fêtes », bien que la vitesse ne soit que de 50 km/h, elle est de 60 km/h pour les autorails. Le 31 mai 1980, la SNCF ferme le service voyageurs de la ligne et de la gare.
Après quelques réactions et pressions, la SNCF revient sur sa décision et rouvre le service voyageurs un an et demi plus tard, le 18 décembre 1981. Corbigny retrouve son statut de gare terminus du service voyageurs, mais il ne reste bientôt plus qu'un train express en fin de semaine, l'ensemble des transports en autorails sont transférés sur des bus en juin 1990. 
Le 15 juillet 1999, le guichet est rouvert, après une réfection de l'intérieur de la gare, le service est assuré par du personnel CFTA.

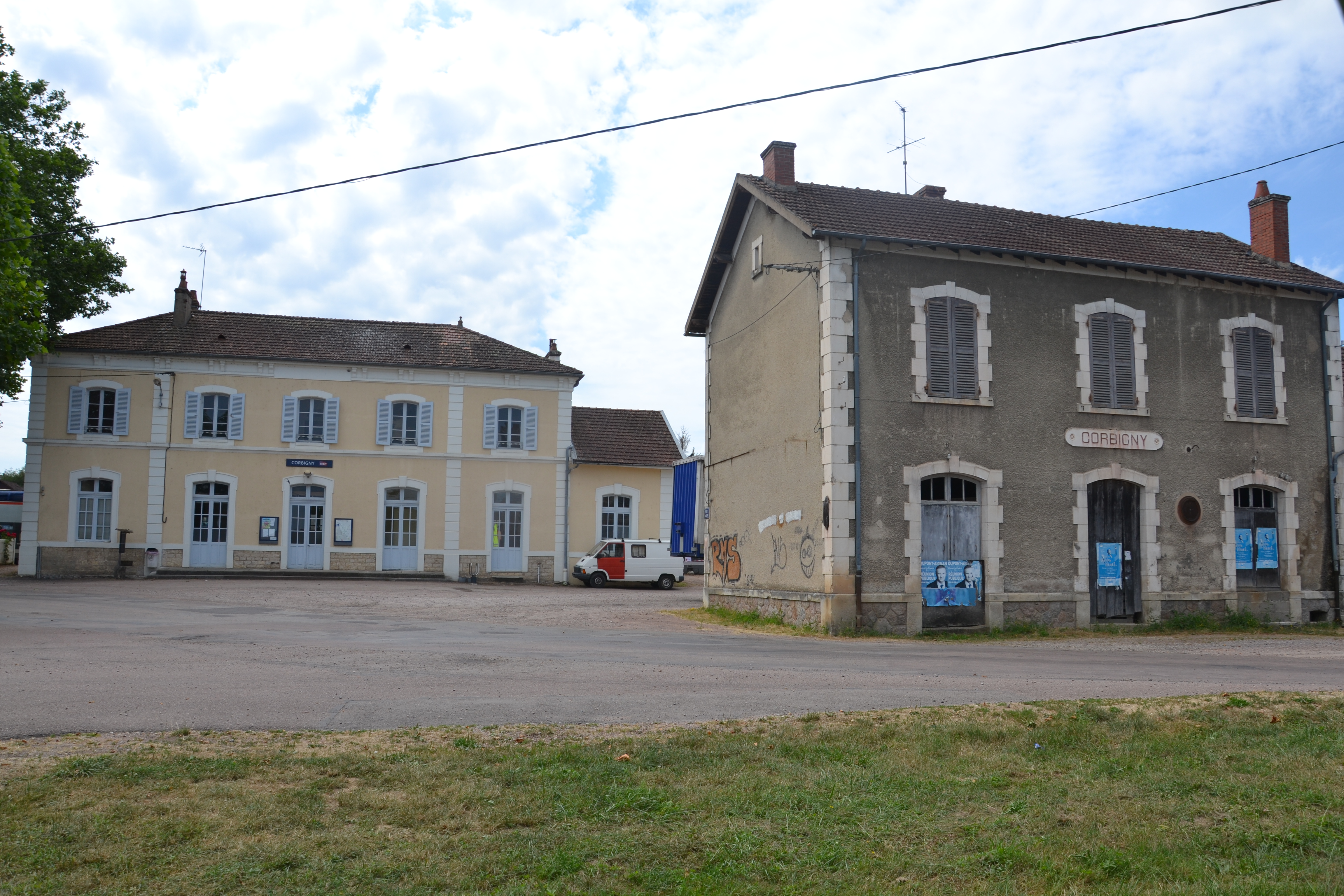
Gare du Tacot en 2016

## Service des voyageurs

### Accueil
Gare SNCF, elle a conservé son bâtiment voyageurs mais le guichet est fermé, l'achat de titres de transport, pour un départ ou une arrivée à Corbigny, s'effectue au n°3 de la grande rue à la Maison de Pays de Corbigny-. Une salle d'attente chauffée et des toilettes sont à la disposition des voyageurs.

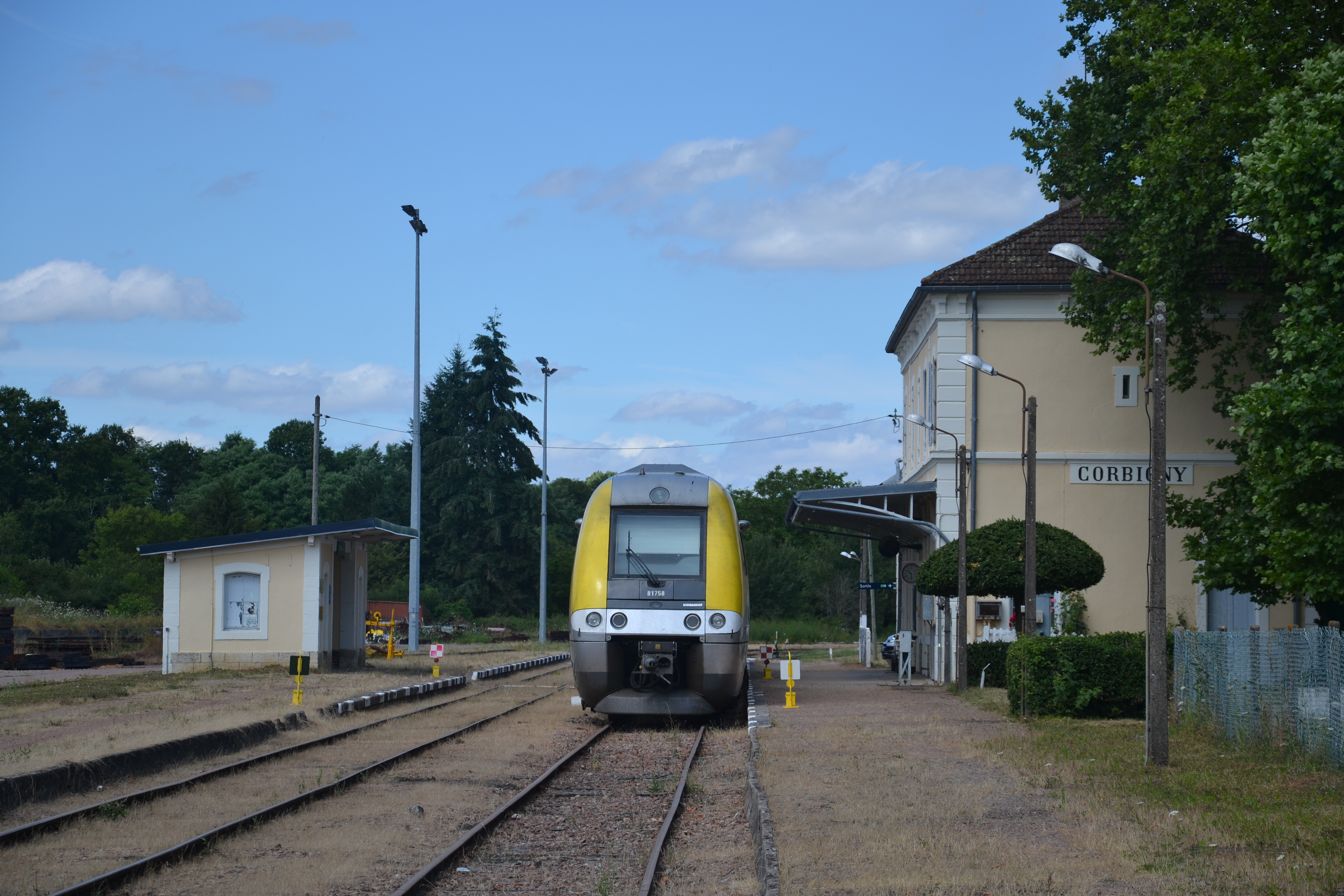
Vu du passage à niveau
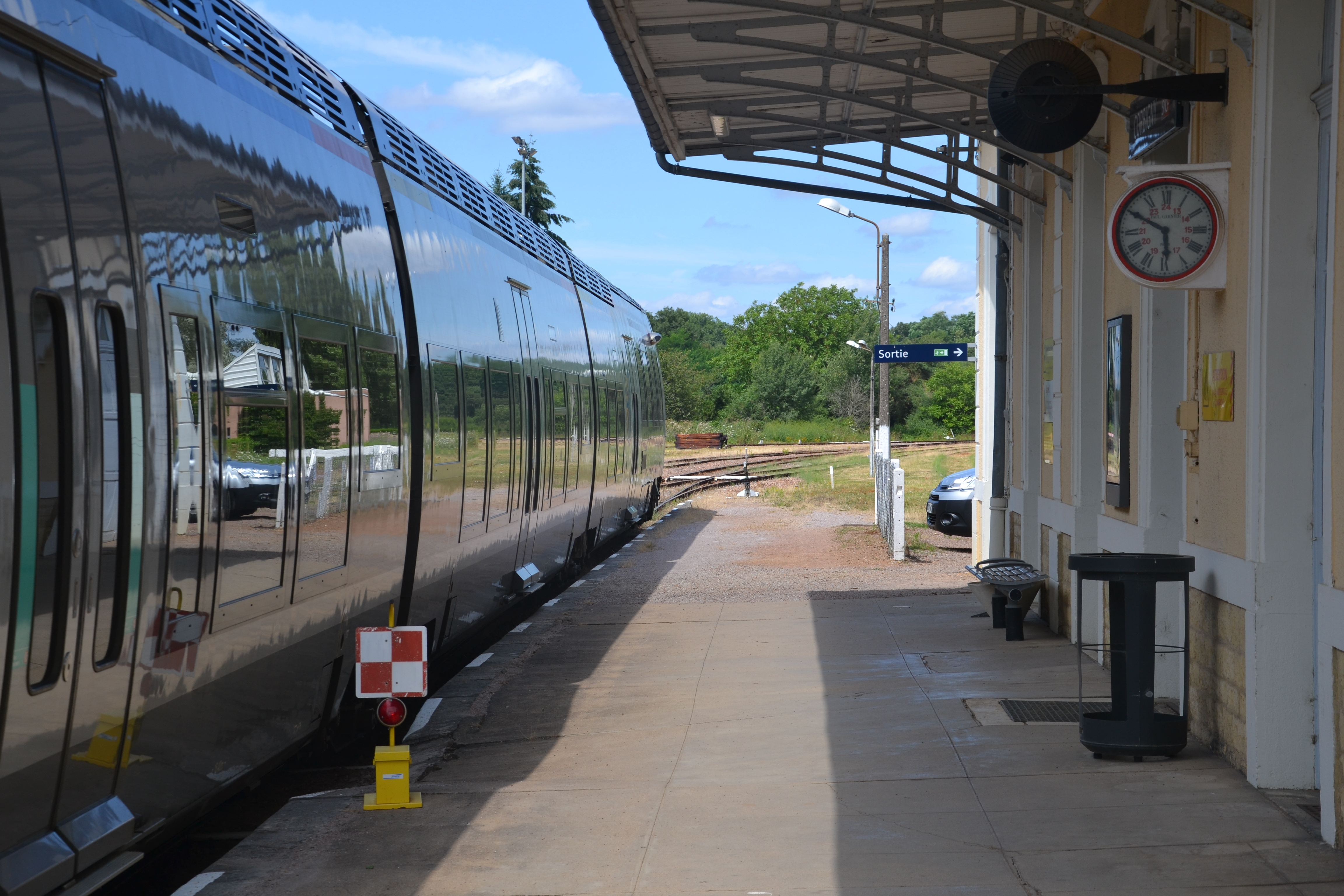
Quai voyageur
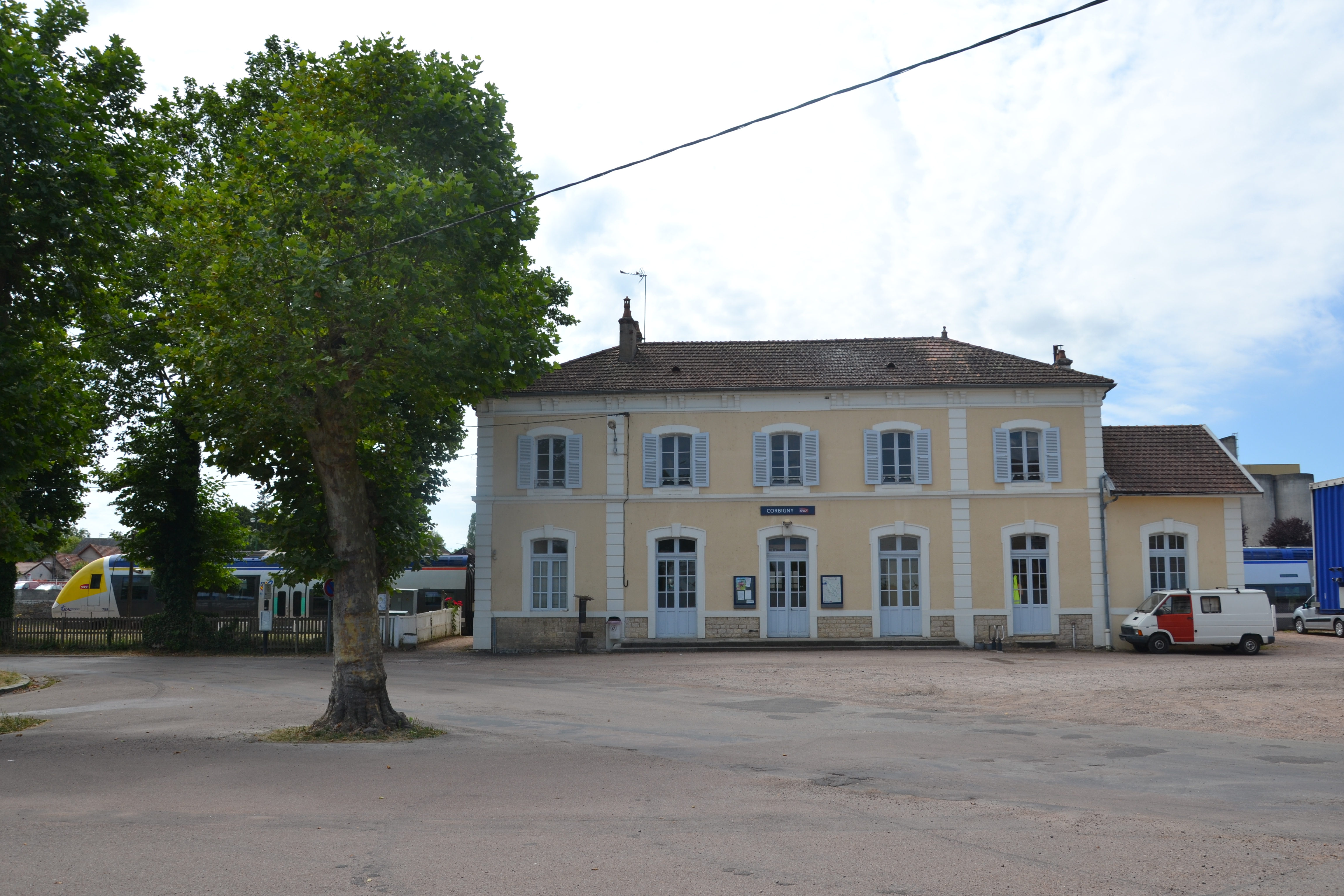
Place de la gare
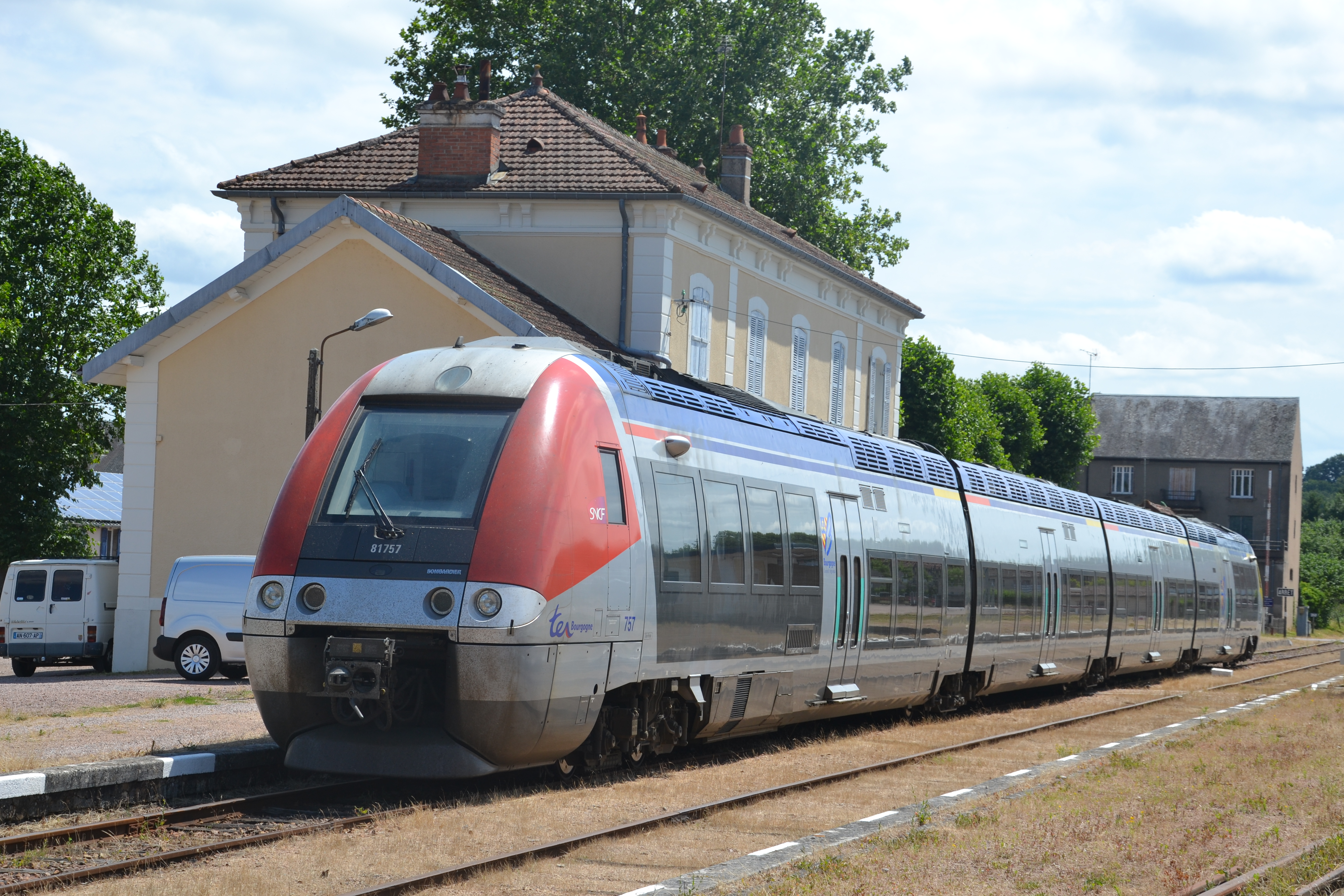
Bâtiment côté voies

### Desserte
Corbigny est desservie par des trains TER Bourgogne-Franche-Comté qui circulent sur la ligne 14 Corbigny/Avallon - Paris Bercy) pour des missions entre les gares de Corbigny et de Paris-Bercy, ou de Laroche - Migennes, ou d'Auxerre-Saint-Gervais (horaires et relations actualisées sur le site de l'exploitant).

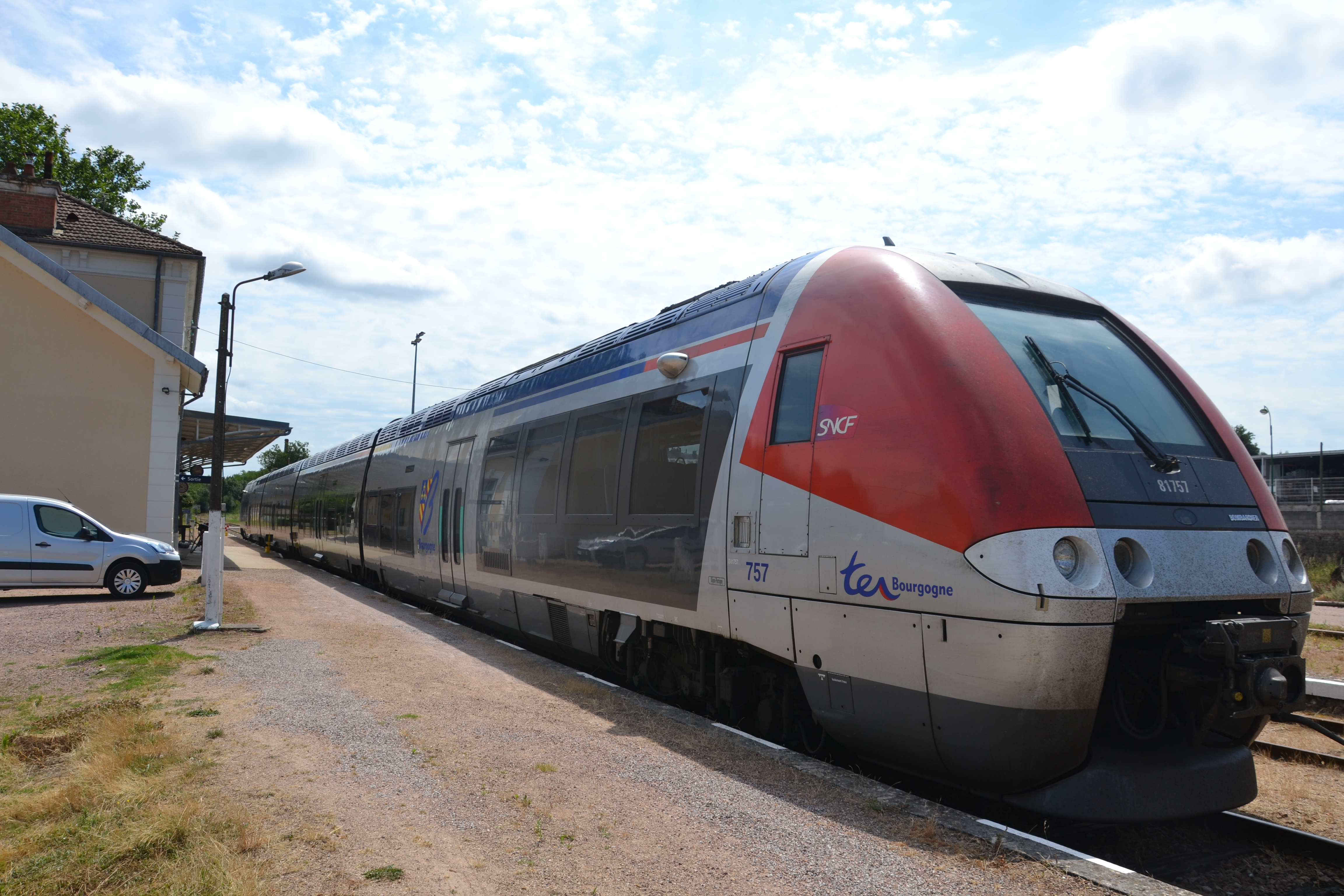
Départ pour Paris du train du samedi après-midi

### Intermodalité
Un parking pour les véhicules et un parc pour les vélos sont présents à proximité. Les cars TER et le service par taxi TER ont un arrêt sur le parvis de la gare.

## Service des marchandises
Cette gare est ouverte au trafic des marchandises (trains massifs seulement).